# Chermisey
Chermisey est une commune française située dans le département des Vosges en région Grand Est.
Les habitants sont surnommés « les Woss » qui veut dire guêpes.

## Géographie
La commune est à 9,1 km de Grand, 11,4 de Domrémy-la-Pucelle, 15,5 de Neufchâteau, 42,8 de Vittel et 53 de Mirecourt.

### Géologie et relief
La commune se compose de 25,67 hectares de territoires artificialisés (2,38 %), 699,22 hectares de territoires agricoles (64,80 %) et 353,74 hectares de forêts et milieux semi-naturels (32,78 %).
Espaces naturels :
- Trois zones naturelles d'intérêt écologique, faunistique et floristique (Znieff) :

Pays de Neufchâteau.
Gîtes à chiroptères de Midrevaux.
Forêts domaniales de Vaucouleurs, de Montigny, du Vau, des Batis et de Maupas.

### Hydrographie et les eaux souterraines
Hydrogéologie et climatologie : Système d’information pour la gestion des eaux souterraines du bassin Rhin-Meuse :
Territoire communal : Occupation du sol (Corinne Land Cover); Cours d'eau (BD Carthage),
Géologie : Carte géologique; Coupes géologiques et techniques,
 Hydrogéologie : Masses d'eau souterraine; BD Lisa; Cartes piézométriques.
La commune est située pour partie dans le bassin versant de la Meuse au sein du bassin Rhin-Meuse et pour partie dans la région hydrographique « La Seine de sa source au confluent de l'Oise (exclu) » au sein du bassin Seine-Normandie. Elle n'est drainée par aucun cours d'eau,.

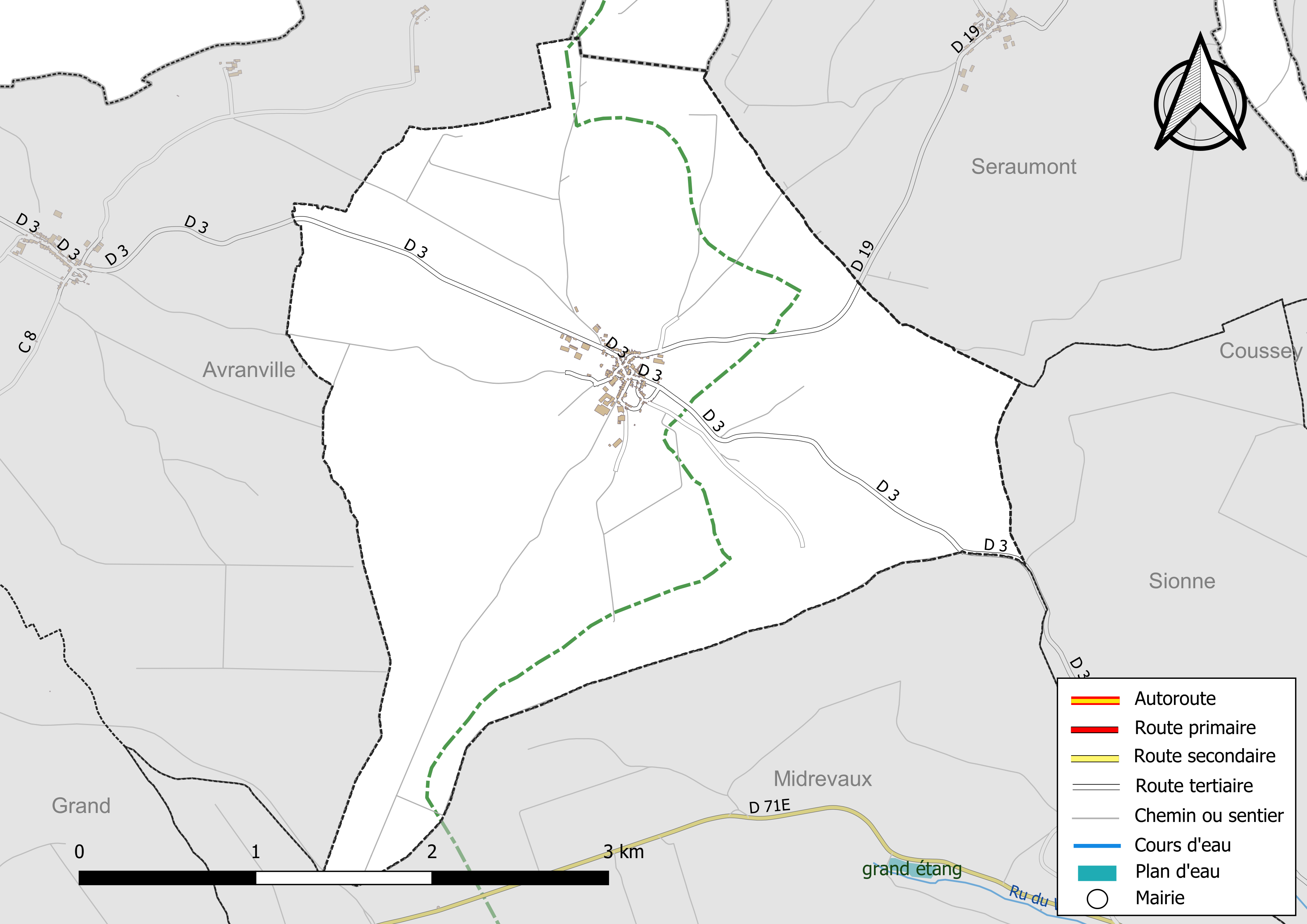
Réseaux hydrographique et routier de Chermisey.

### Climat
Pour des articles plus généraux, voir Climat du Grand Est et Climat des Vosges.
En 2010, le climat de la commune est de type climat de montagne, selon une étude du Centre national de la recherche scientifique s'appuyant sur une série de données couvrant la période 1971-2000. En 2020, Météo-France publie une typologie des climats de la France métropolitaine dans laquelle la commune est exposée à un climat océanique altéré et est dans la région climatique Lorraine, plateau de Langres, Morvan, caractérisée par un hiver rude (1,5 °C), des vents modérés et des brouillards fréquents en automne et hiver.
Pour la période 1971-2000, la température annuelle moyenne est de 9,2 °C, avec une amplitude thermique annuelle de 16,8 °C. Le cumul annuel moyen de précipitations est de 1 002 mm, avec 13,3 jours de précipitations en janvier et 9,8 jours en juillet. Pour la période 1991-2020, la température moyenne annuelle observée sur la station météorologique de Météo-France la plus proche, « Cirfontaines_sapc », sur la commune de Cirfontaines-en-Ornois à 14 km à vol d'oiseau, est de 10,4 °C et le cumul annuel moyen de précipitations est de 904,1 mm. 
La température maximale relevée sur cette station est de 40 °C, atteinte le 12 août 2003 ; la température minimale est de −19,6 °C, atteinte le 6 février 1963,,.
Les paramètres climatiques de la commune ont été estimés pour le milieu du siècle (2041-2070) selon différents scénarios d'émission de gaz à effet de serre à partir des nouvelles projections climatiques de référence DRIAS-2020. Ils sont consultables sur un site dédié publié par Météo-France en novembre 2022.

## Urbanisme

### Typologie
Au 1er janvier 2024, Chermisey est catégorisée commune rurale à habitat dispersé, selon la nouvelle grille communale de densité à sept niveaux définie par l'Insee en 2022.
Elle est située hors unité urbaine. Par ailleurs la commune fait partie de l'aire d'attraction de Neufchâteau, dont elle est une commune de la couronne,. Cette aire, qui regroupe 72 communes, est catégorisée dans les aires de moins de 50 000 habitants,.

### Occupation des sols
L'occupation des sols de la commune, telle qu'elle ressort de la base de données européenne d’occupation biophysique des sols Corine Land Cover (CLC), est marquée par l'importance des territoires agricoles (64,5 % en 2018), une proportion identique à celle de 1990 (64,5 %). La répartition détaillée en 2018 est la suivante : 
terres arables (45,3 %), forêts (27,9 %), prairies (19,3 %), milieux à végétation arbustive et/ou herbacée (5,2 %), zones urbanisées (2,4 %). L'évolution de l’occupation des sols de la commune et de ses infrastructures peut être observée sur les différentes représentations cartographiques du territoire : la carte de Cassini (XVIIIe siècle), la carte d'état-major (1820-1866) et les cartes ou photos aériennes de l'IGN pour la période actuelle (1950 à aujourd'hui).

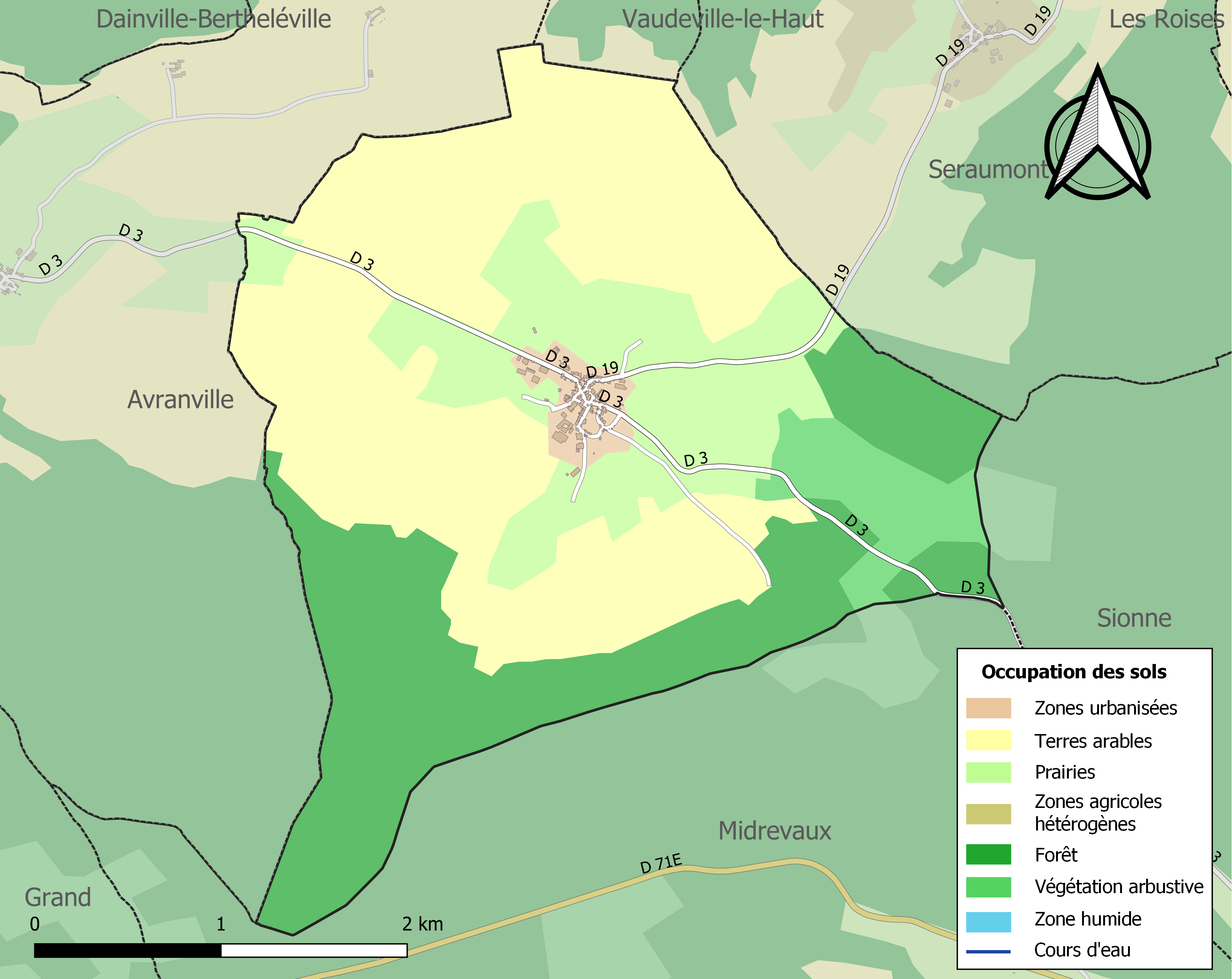
Carte des infrastructures et de l'occupation des sols de la commune en 2018 (CLC).

### Voies de communications et transports

#### Voies routières
- A31 (aussi appelée autoroute de Lorraine-Bourgogne).
- D53 vers Neufchâteau[21].

#### Transports en commun
- Fluo Grand Est.

#### Lignes SNCF
- Gare de Neufchâteau.

#### Transports aériens
- L'Aéroport d'Épinal-Mirecourt « Vosges Aéroport ».

À partir de l'été 2021, l’aéroport d’Épinal-Mirecourt est devenu le "pélicandrome" de la Zone Est et servira ainsi de base de ravitaillement et d’intervention pour les avions bombardiers d’eau connus sous le nom de Dash 8.

## Toponymie
Le nom de la localité est attesté sous les formes Charmosey (1164) ; Charmosium, Alberici de Carmesio (1180) ; Charmoisei (1252) ; Charmusiei (1261) ; Charmusei (1301) ; Chermusei, Chermezei (1302) ; Chermisey (1497) ; Charmisey (1575) ; Chermizey ou Rotté le Château (1656) ; Chermiseium (1768).

Probablement du bas latin carmus « charme » et double suffixe roman collectif -ic et -etum, « ensembles de charmes ». À la lisière d'une forêt qui atteste des charmes. 

## Histoire
Sous l’Ancien Régime, la communauté de Chermisey faisait partie du bailliage de Chaumont (prévôté d’Andelot) et de la généralité de Châlons. L’essentiel des archives concernant la vie de la localité est donc conservé en Haute-Marne et dans la Marne.
Au spirituel, l’église, consacrée à saint Barthélémy, était une annexe de celle d’Avranville (doyenné de Rinel, diocèse de Toul). Le marquis des Salles fut seigneur de Chermisey au XVIIIe siècle mais n’y habitait pas.
La commune de Chermisey fait partie du canton de Grand de 1790 à sa suppression en l’An X.

## Lieux et monuments

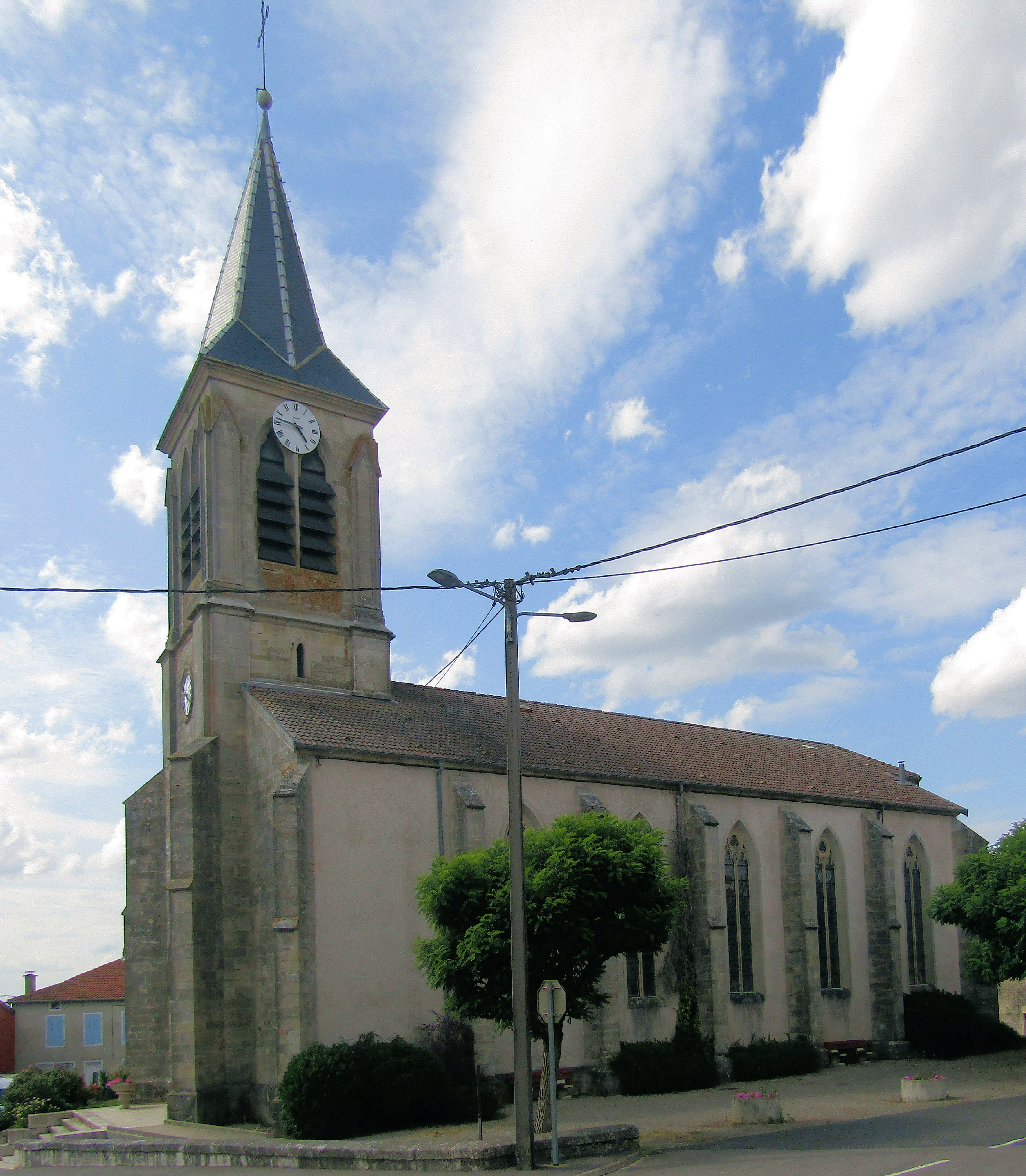
L'église Saint-Barthélemy.
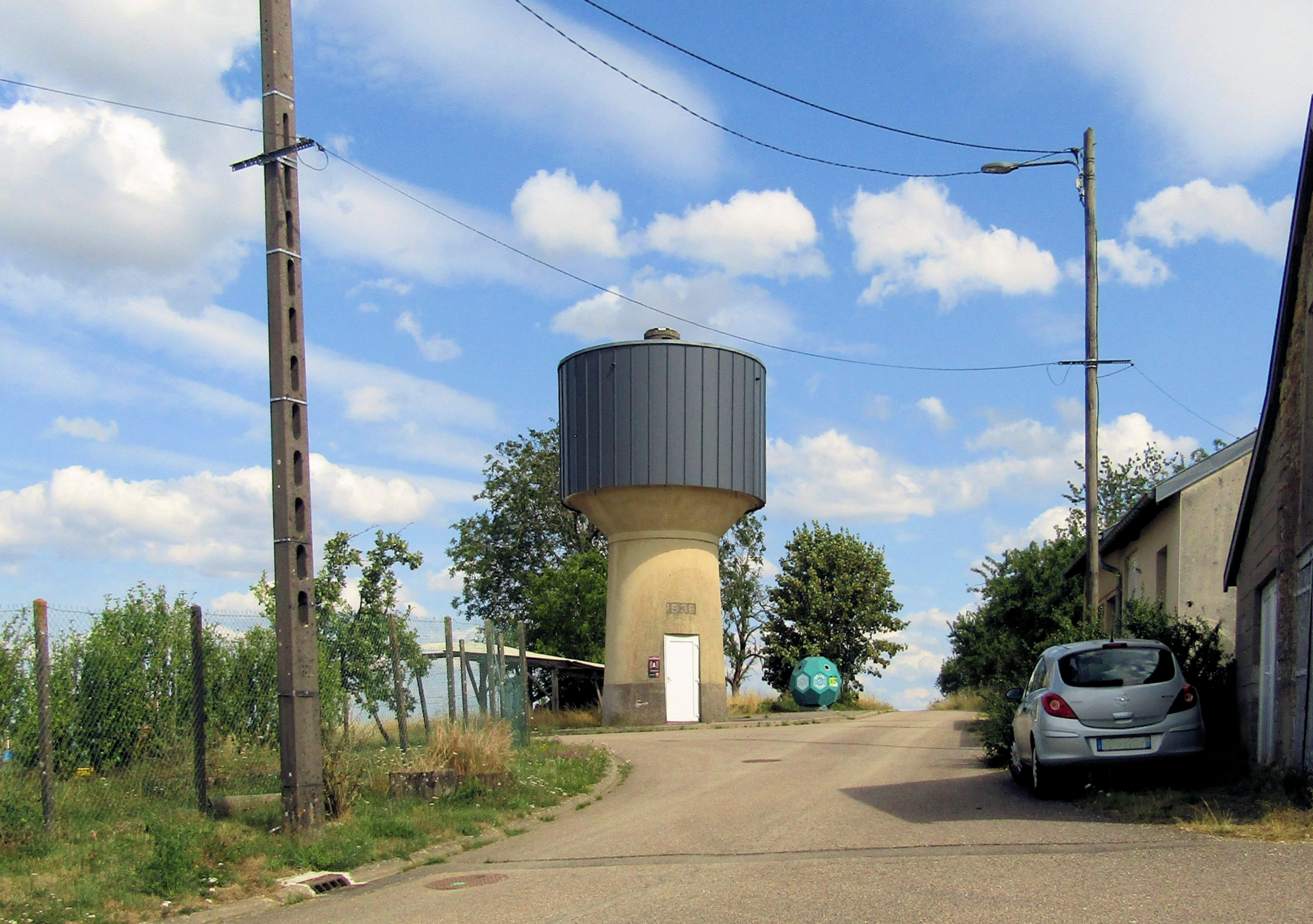
Le château d'eau.

- L'église, consacrée à saint Barthélémy, restaurée en 1837-1838 et du toit du clocher (1851)[26],[27].

La cloche Jeanne, récemment restaurée, a été bénie le 09 mars 2024,.
- Monuments commémoratifs[30],[31].
- Le château d'eau.

## Économie

### Entreprises et commerces

#### Agriculture
- Deux exploitations agricoles indépendantes.

Parmi les diversités agricoles, on peut citer un gros élevage de lapins.

#### Tourisme
- Hôtellerie et restauration à Grand, Liffol-le-Grand, Neufchâteau, Domrémy-la-Pucelle[32].

#### Commerces et services
- Commerces et services de proximité[33].

Outre un garage, le village comporte un artisan maçon et de travaux publics, un menuisier, une entreprise de travaux agricoles, trois GAEC.

## Politique et administration
| Période                                  | Période   | Identité         | Étiquette | Qualité      |
| ---------------------------------------- | --------- | ---------------- | --------- | ------------ |
| Les données manquantes sont à compléter. |           |                  |           |              |
| mars 1989                                | mars 2014 | Michèle Andrieux |           | Agricultrice |
| mars 2014                                | mai 2020  | André Hannus     |           |              |
| mai 2020                                 | En cours  | Francis Baunin   |           | Agriculteur  |

### Budget et fiscalité 2023

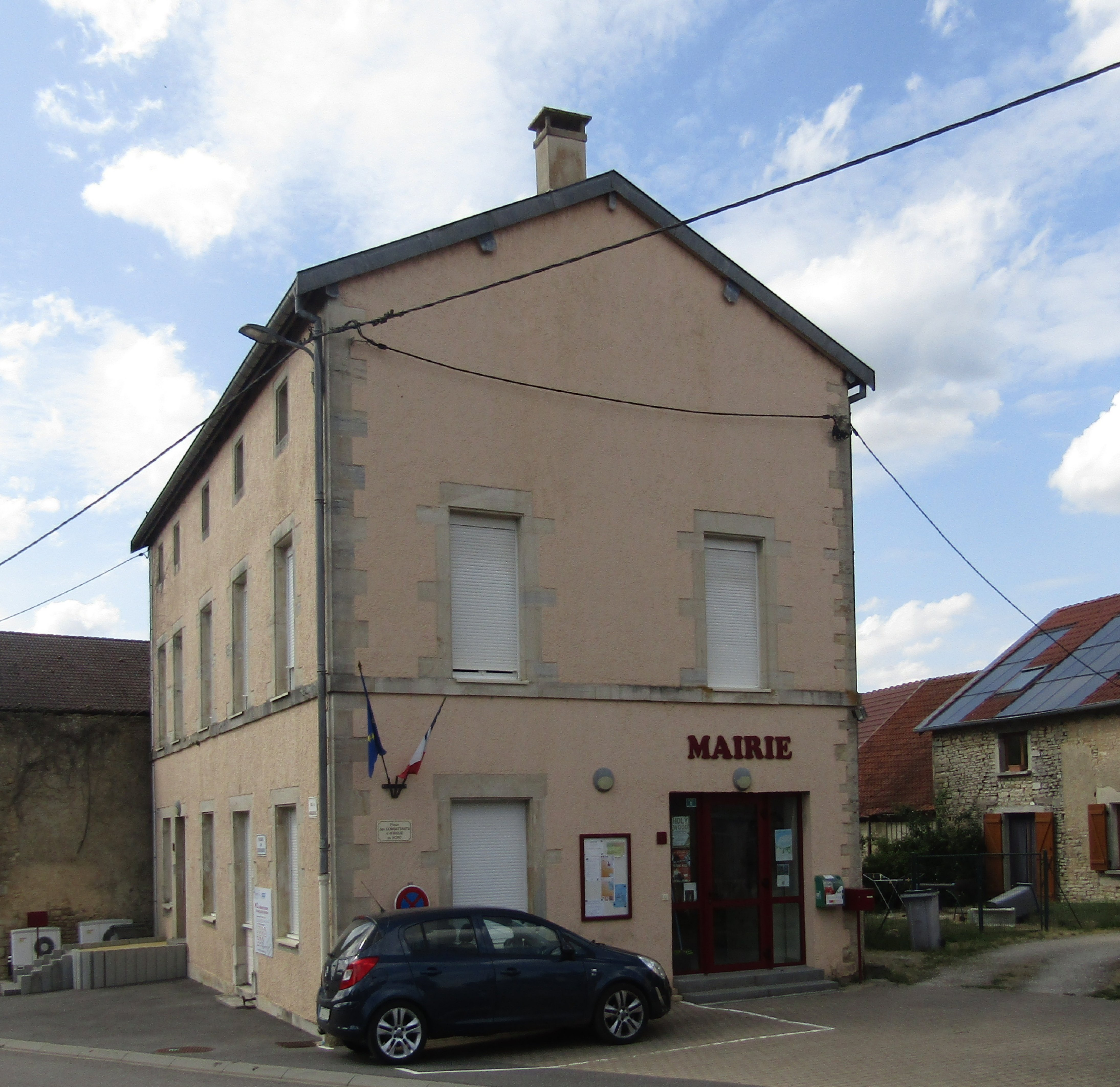
La mairie.

En 2023, le budget de la commune était constitué ainsi :
- total des produits de fonctionnement : 142 000 €, soit 1 508 € par habitant ;
- total des charges de fonctionnement : 127 000 €, soit 1 351 € par habitant ;
- total des ressources d'investissement : 27 000 €, soit 286 € par habitant ;
- total des emplois d'investissement : 22 000 €, soit 231 € par habitant ;
- endettement : 0 €, soit 4 € par habitant.

Avec les taux de fiscalité suivants :
- taxe d'habitation : 19,04 % ;
- taxe foncière sur les propriétés bâties : 36,88 % ;
- taxe foncière sur les propriétés non bâties : 12,25 % ;
- taxe additionnelle à la taxe foncière sur les propriétés non bâties : 0,00 % ;
- cotisation foncière des entreprises : 0,00 %.

Chiffres clés Revenus et pauvreté des ménages en 2021 : médiane en 2021 du revenu disponible, par unité de consommation.

## Population et société

### Démographie

#### Évolution démographique
L'évolution du nombre d'habitants est connue à travers les recensements de la population effectués dans la commune depuis 1793. Pour les communes de moins de 10 000 habitants, une enquête de recensement portant sur toute la population est réalisée tous les cinq ans, les populations de référence des années intermédiaires étant quant à elles estimées par interpolation ou extrapolation. Pour la commune, le premier recensement exhaustif entrant dans le cadre du nouveau dispositif a été réalisé en 2007.

En 2022, la commune comptait 86 habitants, en évolution de −12,24 % par rapport à 2016 (Vosges : −2,96 %, France hors Mayotte : +2,11 %).
| 1793 | 1800 | 1806 | 1821 | 1831 | 1836 | 1841 | 1846 | 1856 |
| ---- | ---- | ---- | ---- | ---- | ---- | ---- | ---- | ---- |
| 264  | 284  | 313  | 305  | 313  | 344  | 380  | 387  | 355  |

| 1861 | 1866 | 1876 | 1881 | 1886 | 1891 | 1896 | 1901 | 1906 |
| ---- | ---- | ---- | ---- | ---- | ---- | ---- | ---- | ---- |
| 375  | 375  | 307  | 301  | 289  | 266  | 264  | 234  | 227  |

| 1911 | 1921 | 1926 | 1931 | 1936 | 1946 | 1954 | 1962 | 1968 |
| ---- | ---- | ---- | ---- | ---- | ---- | ---- | ---- | ---- |
| 225  | 175  | 188  | 174  | 174  | 165  | 126  | 132  | 127  |

| 1975 | 1982 | 1990 | 1999 | 2006 | 2007 | 2012 | 2017 | 2022 |
| ---- | ---- | ---- | ---- | ---- | ---- | ---- | ---- | ---- |
| 103  | 109  | 101  | 93   | 98   | 99   | 101  | 96   | 86   |

### Enseignement
Établissements d'enseignements :
- Écoles maternelles et primaires à  Grand, Domrémy-la-Pucelle, Coussey.
- Collèges à Neufchâteau, Liffol-le-Grand, Gondrecourt-le-Château, Vaucouleurs.
- Lycées à Neufchâteau.

### Santé
Professionnels et établissements de santé :
- Médecins à Grand, Coussey, Liffol-le-Grand, Gondrecourt-le-Château, Neufchâteau.
- Pharmacies à Coussey, Liffol-le-Grand, Gondrecourt-le-Château, Neufchâteau, Châtenois.
- Hôpitaux à Neufchâteau, Joinville, Dommartin-lès-Toul, Commercy.

### Cultes
- Culte catholique, Paroisse Saint-Pierre et Saint-Paul au Seuil de la Lorraine[43], Diocèse de Saint-Dié.

## Économie

### Entreprises et commerces

#### Commerces
- Commerces et services de proximité[33].

## Pour approfondir